# 1563 en science
| Années de la science : 1560 - 1561 - 1562 - 1563 - 1564 - 1565 - 1566    |
| Décennies de la science : 1530 - 1540 - 1550 - 1560 - 1570 - 1580 - 1590 |

Cet article présente les faits marquants de l'année 1563 en science.

## Publications
- Samuel Eisenmenger :

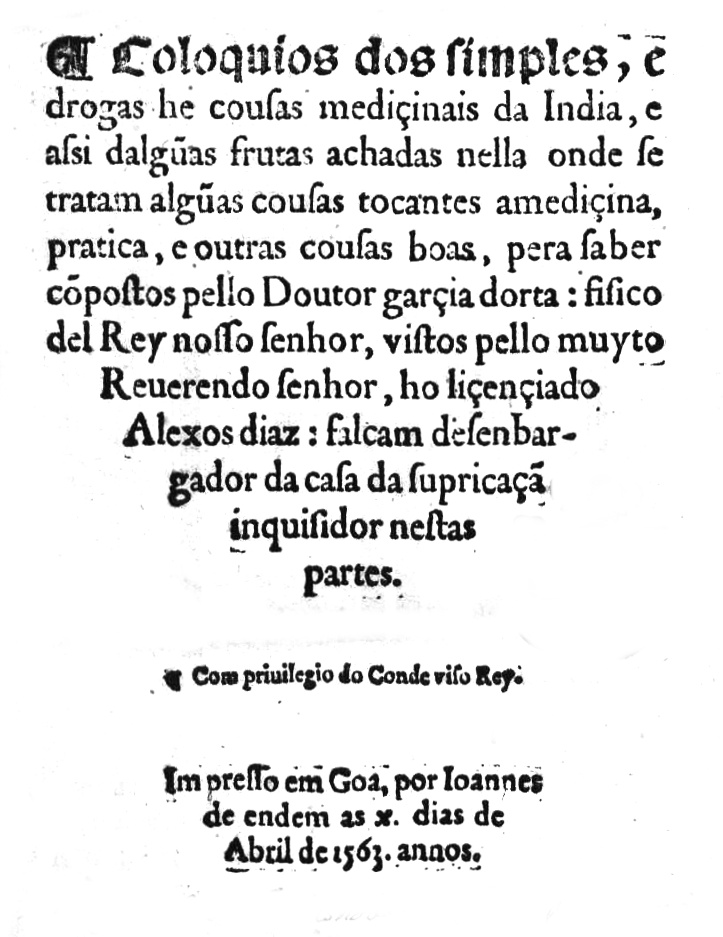
Titre des Colóquios de Garcia de Orta. Goa, 1563.

  - De methode iatromathematicae conjonctionis qua astrologiae fundamenta certissima indicantur, Strasbourg.
  - De usu partium coeli in commendationem astronomine, Strasbourg.
- Bartolomeo Eustachi :
  - De Renibus.
  - De Dentibus.
- Garcia de Orta : Colóquios dos Simples e Drogas e Cousas Medicinais da Índia, (Colloques des simples et des drogues de l'Inde), premier traité de médecine tropicale ;
- Felix Wuertz : Practica der Wundarzney, darin allerlei schädliche Misbräuche des Wundarzles abgeschafft werden…, Bâle.

## Naissances

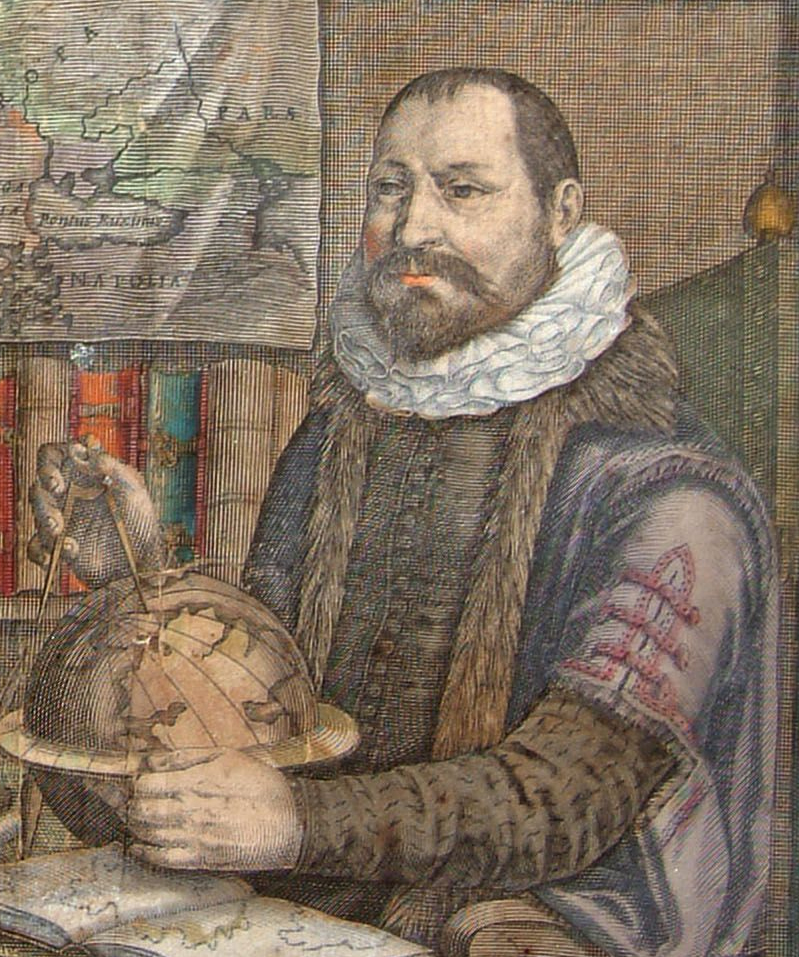
Jodocus Hondius sur une gravure de l'année 1619

- 14 octobre : Jodocus Hondius (mort en 1612), cartographe flamand.

- Jean Duret (mort en 1629), médecin français.
- Charles Le Pois (mort en 1633), médecin français.
- Caspar Schwenckfeld (mort en 1609), médecin et naturaliste originaire de Silésie.
- Walter Warner (mort en 1643), mathématicien et scientifique anglais.

## Décès
- 28 mars : Glaréan (né en 1488), mathématicien, humaniste et polymathe suisse.